# Thief of Hearts
Thief of Hearts is een Amerikaanse erotische drama-thriller geregisseerd en geschreven door Douglas Day Stewart en gedistribueerd door Paramount Pictures. De film flopte.

## Verhaal
Buddy Calamara baat een restaurant uit. Wanneer er bij hem rijke mensen komen eten, geeft hij de adresgegevens aan inbreker Scott Muller door.
Op een avond breekt Scott in het huis van Ray Davis (een auteur van kinderboeken) en zijn vrouw Mickey (een interieurarchitecte). Daar vindt hij het dagboek van Mickey dat haar dromen en verlangens beschrijft. Scott geraakt geïntrigeerd en zet acties op zodat deze fantasieën werkelijkheid worden.
Scott eerste list is om zogezegd zijn huis te herinrichten. Hij verleidt Micky met de kennis die hij via het dagboek verkreeg. Hij doet zich voor als CEO van een bedrijf in allerlei schoolmateriaal. Ray krijgt argwaan en besluit om met Marty Morrison - een uitgever - om Scott te volgen.
Scott biecht op zeker ogenblik aan Mickey op dat hij haar dagboek las en vraagt haar om samen met hem de stad te verlaten. Zij verbreekt hun geheime relatie en keert terug naar Ray. Daarop beslist Scott om terug bij haar in te breken om de laatste aanvullingen in haar boek te lezen. Tezelfdertijd betreedt een gemaskerde man het huis en arriveren Mickey en Ray vroegtijdig van een restaurantbezoek. Scott wordt door de gemaskerde man gestoken met een mes, Mickey schiet de gemaskerde man neer. Nadat de politie arriveert, wordt duidelijk dat de gemaskerde man Buddy is. Een gewonde Scott kan door het raam vluchten voor de politie.

## Rolverdeling
| Acteur             | Personage      |
| ------------------ | -------------- |
| Steven Bauer       | Scott Muller   |
| Barbara Williams   | Mickey Davis   |
| John Getz          | Ray Davis      |
| David Caruso       | Buddy Calamara |
| Alan North         | Sweeney        |
| Christine Ebersole | Janie Pointer  |
| George Wendt       | Marty Morrison |

## Nominatie
| Prijs                        | Categorie        | Ontvanger(s)    | Resultaat   |
| ---------------------------- | ---------------- | --------------- | ----------- |
| Golden Raspberry Awards 1984 | Slechtste muziek | Giorgio Moroder | Genomineerd |